# Leonkastron

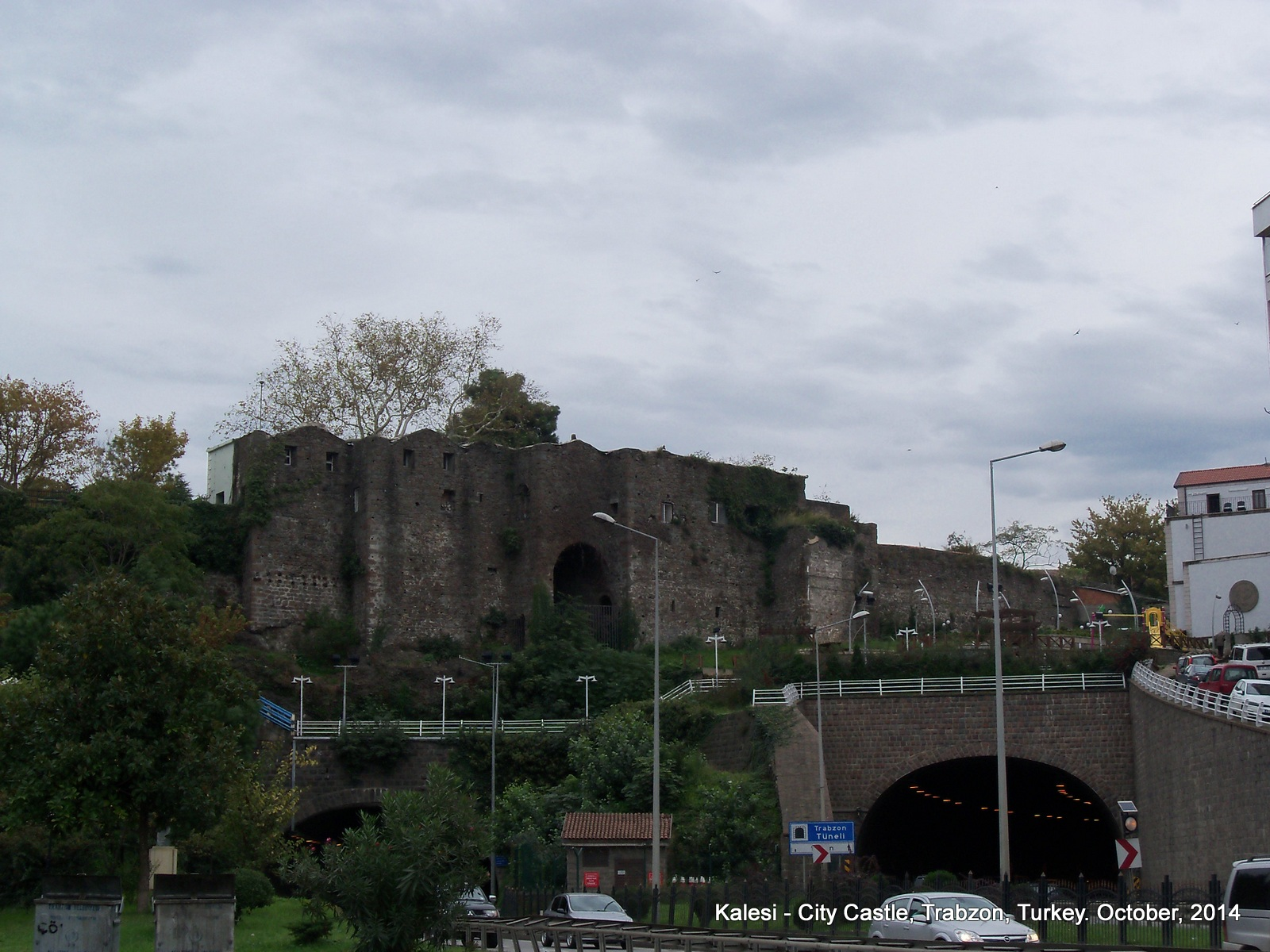
Imagen de las ruinas de Leonkastron, conocido también como Kalepark, tomadas en el año 2014 en Turquía.

Kalepark, también llamado Leonkastron o Güzelhisar (que significa castillo fino) es un castillo medieval que fue construido por piratas de Venecia y Génova en el lado este de Trebisonda. En 1740, en el mismo lugar fue construido un palacio por el gobernador Ahmet Paşa pero fue destruido en un incendio en 1790. El castillo fue bombardeado fácilmente durante la Primera Guerra Mundial por las fuerzas navales rusas debido a su básica ubicación geográfica.